# جدار الحجز

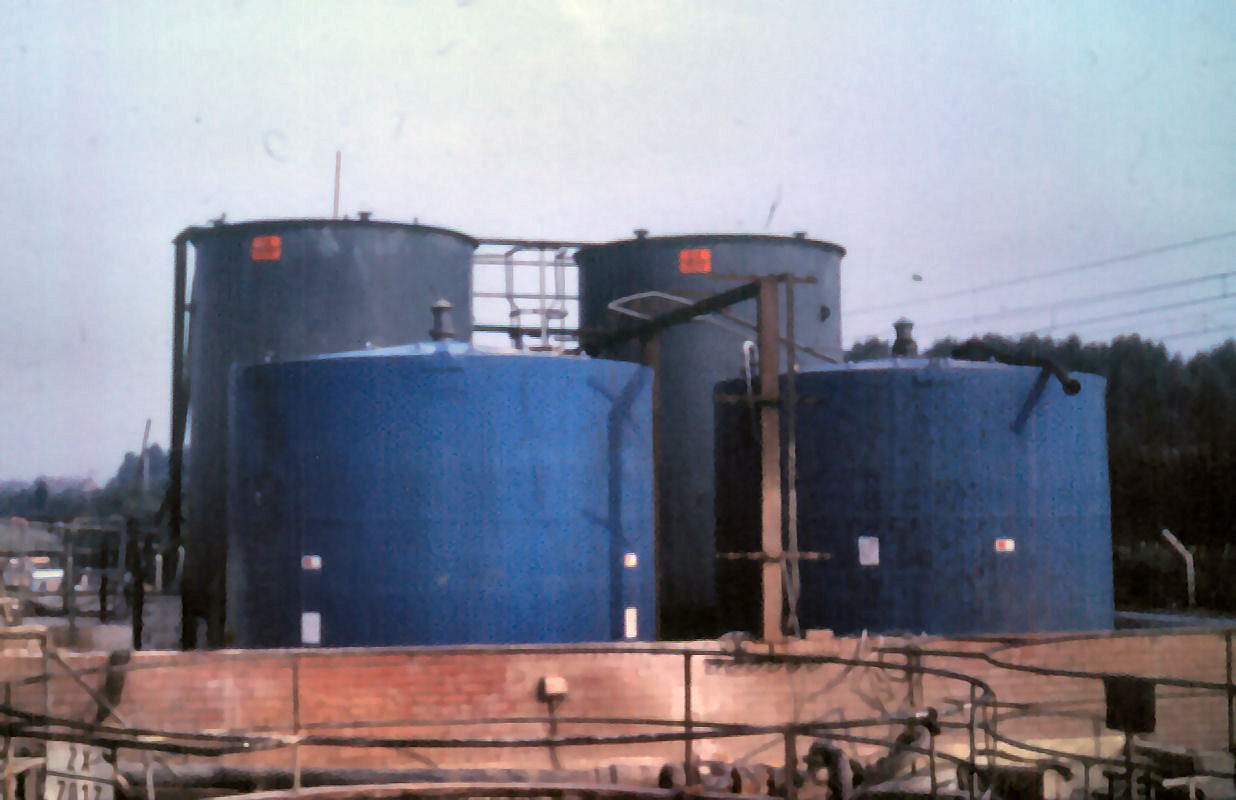
صهاريج تخزين الحمض داخل جدار من الطوب

الحجز Bunding، الذي يُطلق عليه أيضًا جدار الحجز bund wall، هو جدار احتياطي مبني حول خزان يجري فيه التعامل مع مواد ملوِثة محتملة أو معالجتها أو تخزينها، والهدف من الجدار احتواء أي تسرب غير مقصود للمواد من تلك المنطقة إلى أن يجري علاج المشكلة."

## احتواء السائل
يمكن أن يشير المصطلح أيضًا إلى الحواجز المائية، ولكنه كثيرًا ما يستخدم لوصف مرافق احتواء السوائل التي تمنع التسربات والانسكاب من الخزانات والأنابيب، على الرغم من أنه في بعض الأحيان يُشار إلى أي حاجز باسم السد. في كثير من الأحيان، تكون السوائل في هذه الخزانات والأنابيب سامة، ويُستخدم الحاجز لمنع السائل من التسبب في تلف (إما بسبب قوة تدفقه أو بسبب تركيبه الكيميائي). إذا تعرض خزان كبير لانهيار، يمكن أن يتسبب تدفق السائل وحده في حدوث أضرار جسيمة.
إذا جرى بناء الحاجز بشكل صحيح، فسيكون كبيرًا بما يكفي وقويًا بما يكفي لاحتواء محتويات الخزان بالكامل، على الرغم من أن القواعد قد تتطلب أن يكون حجمه أكبر بمقدار الثلث. عندما تشترك عدة خزانات في حاجز واحد، تعتمد سعة الحاجز على أكبر خزان. ومن أكثر التصاميم شيوعًا للحواجز الكبيرة أن يكون على صورة جدار خرساني أو حجري حول الخزان بأرضية خرسانية.
تعمل الخرسانة بشكل جيد للغاية مع العديد من السوائل، ولكنها غير مناسبة لبعض التطبيقات مثل الأحماض القوية. لا يوصى باستخدام السواتر الترابية للحواجز في معظم الحالات، على الرغم من أنه يمكن استخدام البطانات لتقليل النفاذية. غالبًا ما تستخدم الخزانات الصغيرة حاويات مصنوعة من الفولاذ أو البلاستيك. تعتمد المواد المستخدمة على التكلفة والخصائص الكيميائية للسائل وكثافته. لا تستطيع الخزانات البلاستيكية الاحتفاظ بالسوائل شديدة الكثافة عند مستويات عالية من الجدران. يحتاج الحاجز الكبير المكشوف إلى مضخة حوض أو نظام آخر لإزالة الترسيب، على الرغم من أنه يمكن استخدامه أيضًا لنقل السائل المنسكب إلى حاوية أخرى. يجب معالجة مياه الأمطار إذا كان السائل الذي يجري تخزينه سامًا لأنه قد تكون هناك كميات صغيرة منه حول الخزان.
قد يكون للحاجز سقف لمنع الانسكاب منه، ولكن يجب اتخاذ خطوات لتوفير تهوية مناسبة عند حجز السوائل القابلة للاشتعال. إذا كان ارتفاع الجدار أكثر من متر، فقد يتطلب سلمًا أو خطوات للسماح للناس بالهروب بسرعة عند الخطر. يستخدم تصميم آخر قناة لتصريف السائل إلى وعاء ثانوي.
عندما لا يكون هناك احتمال لانهيار الخزان أو عندما لا يتسبب الانهيار في أضرار جسيمة، فقد يجري تصميم الحاجز لاحتواء التسريبات الصغيرة من الخراطيم والصمامات فقط. قد لا يكون هذا الحاجز قادرًا على احتواء الحجم الكامل للخزان. يُستخدام البلاستيك والصلب لعمل الحاجز، ولكن هناك طريقة أخرى شائعة وهي صنع حائط قصير حول محيط الأرضية الخرسانية. بعض الحواجز قد تكون مؤقتة، مثل تخزين المواد الكيميائية على المدى القصير في الحقل.

## القواعد

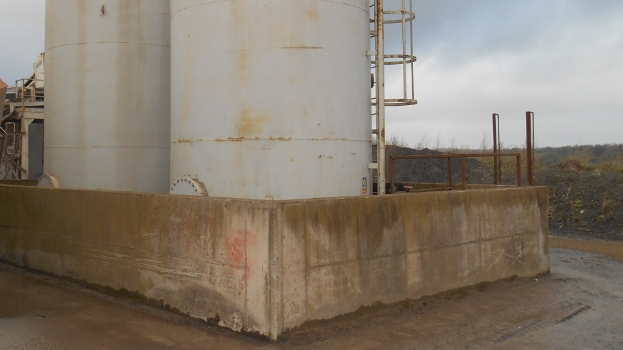
حاجز حول قاعدة الخزان

تشترط عدة بلدان إنشاء حاجز حول الخزانات، ويُعد ذلك مطلبًا قانونيًا، لا سيما حول الخزانات وأوعية التخزين التي تحتوي على سوائل قد تكون خطرة على البيئة. من الأمثلة الخاصة التي تحظى باهتمام بالغ في المملكة المتحدة وبقية أوروبا والولايات المتحدة الأمريكية صهاريج تخزين النفط والوقود والمحولات في محطات الكهرباء الفرعية المملوءة بالزيت لأغراض التبريد والعزل. ففي المملكة المتحدة، يُشترط على المنشآت التجارية التي بها خزانات تتجاوز 200 لتر والمنشآت المحلية التي بها خزانات تزيد عن 2500 لتر إنشاء حاجز حول الخزانات ليتوافق مع "قواعد وكالة البيئة للسيطرة على التلوث".
من السهل إنشاء حاجز "مانع لتسرب الماء" حول قاعدة الخزان أو الوعاء. توفر القاعدة الخرسانية والجدار المحكم من البناء والطوب والخرسانة أو حتى الصلب الجاهز سعة استيعاب مناسبة.

### سعة الاستيعاب
تتطلب جميع اللوائح تقريبًا سعة استيعاب holding capacity تصل إلى 110٪ من أكبر خزان داخل الحاجز أو 25٪ من السعة الإجمالية لجميع الخزانات داخل الحاجز، أيهما أكبر. بالإضافة إلى ذلك، توصي إرشادات أخرى في بعض البلدان (مثل المملكة المتحدة) بتدابير إضافية مثل توفير ارتفاع جدار كافٍ فوق قدرة الاستيعاب القصوى لاستيعاب العوامل الديناميكية مثل الارتفاع المفاجئ في حالات انهيار الخزان الكبير. كقاعدة عامة (وما لم توجد قوانين محلية محددة) يعمل معظم المشغلين وفق دليل سعة 25٪ / 110٪.

### تراكم المياه غير المرغوب فيها وإزالتها
تحتوي محولات محطات الكهرباء الفرعية على كميات كبيرة من الزيت المستخدم في التبريد. قد يحتوي المحول الذي قدرته 110 ميجا فولت أمبير على ما يصل إلى 40 ألف لتر من زيت التبريد الموجود داخل جسم المحول ومشعات اللف المرتبطة به. على عكس صهاريج تخزين الوقود العادية، فهذه هياكل معقدة ذات ميل أعلى لتسرب الزيت. في المملكة المتحدة جرى خصخصة صناعة الكهرباء في الثمانينيات والتسعينيات من القرن العشرين، وحُددت مسؤوليات شركات الكهرباء نحو البيئة. معظم الشركات المحلية لديها عدة آلاف من المحولات، وكثير منها كان يتسرب الزيت منه إلى الأرض لسنوات عديدة. شرعت الشركات في برنامج تطوير يتضمن بناء حواجز "مانعة للتسرب" للاحتفاظ بأي تسرب للزيت ولمنع المزيد من التلوث.
واجهت الشركات مشكلة تراكم مياه من الأمطار في داخل الحواجز؛ مما يُقلل من السعة الاستيعابية للحاجز. فبمجرد أن يصل منسوب المياه إلى أكثر من 10٪ من السعة الاستيعابية للحاجز، فإنه لم يعد مناسبًا للغرض ويجب إزالة المياه. من المحتمل أيضًا أن تكون المياه ملوثة بطبقة صغيرة من الزيت فوقها، ملوثة بشكل كبير بطبقة سميكة من الزيت.
يطفو الزيت على سطح المياه، وإذا كان الزيت لا يزال نظيفًا بدرجة كافية للرؤية من خلاله، فإن لديه معامل انكسار مختلف عن المياه التي تحته، مما يجعل من الصعب تحديد الفاصل بين الزيت والمياه. وهذا يجعل النزح اليدوي صعبًا وغير آمن. كما أن إزالة كل ما بداخل الحاجز (الزيت والمياه معا) والتخلص منها باعتبارها نفايات خطرة أمر مكلف وغير مقبول بيئيًا. ومع ذلك، ففي المملكة المتحدة، تتطلب اللوائح الأخيرة وضع طريقة رسمية لإزالة مياه الأمطار. أحد الأنظمة الموصى بها هو نظام ضخ آلي قادر على التمييز بين الزيت والماء. يجب أن يعمل النظام الجيد بشكل مستمر وتلقائي. يجب أن توفر أيضًا إنذارات لظروف مثل ارتفاع المياه (مما يدل على فشل المضخة أو النظام) وارتفاع الزيت للتحذير من أن الإجراء للتخلص من نفايات الزيوت يجب أن يجري الآن. يشار إلى أنظمة المضخات الأوتوماتيكية هذه عادةً باسم "BundGuards".

## مكافحة الضوضاء
في المملكة المتحدة، يجري أحيانًا تشييد هياكل ترابية حول مشاريع الإسكان، خاصة بالقرب من المواقع الصناعية. حيث تقلل أكوام التراب ذات الغطاء النباتي (عادة الشجيرات والأشجار) من الضوضاء الصادرة عن الموقع الصناعي. ثم تخلق الحواجز منظرًا طبيعيًا أكثر بدلاً من الحواجز السميكة أو العالية. يمكن بناؤها بأشكال منحنية أو متعرجة، اعتمادًا على المناظر الطبيعية. تستخدم الحواجز أيضًا لحماية المساكن من ضوضاء الطرق المزعجة مثل الطرق السريعة والسكك الحديدية.

## إعادة الخضرة
يمكن استخدام الحواجز لحجز مياه الأمطار في السهول المنحدرة قليلاً التي فقدت الغطاء النباتي بسبب الجفاف والرعي الجائر. حيث تحتفظ الحواجز شبه الدائرية بمياه الأمطار مما يمنحها الوقت لاختراق التربة وترطيب البذور في الأرض.

## حالات الإخفاق
حدثت حالات إخفاق للحواجز في المملكة المتحدة، مثل ما جرى في وارينجتون، شيشاير في عام 1994. حيث تسبب خزان البولي بروبلين الذي يحتوي على حوالي 30 طنًا من الصودا الكاوية المائية في حدوث تسرب أسفل الجدار الرئيسي. وكان السائل المسبّب للتآكل يتدفق عبر جدار الحاجز، مما تسبب في أضرار جسيمة للمصنع المحيط والمباني المجاورة. كما فشل الحاجز في بونسفيلد في احتواء البنزين ومياه مكافحة الحرائق بعد الانفجار الأولي وما تلاه من حريق.

## تلف الحواجز
تتدهور حالة الحاجز بمرور الوقت (على سبيل المثال، قد تحدث تشققات في الجدران الخرسانية أو قد تتآكل قضبان التسليح) أو تتعرض للتلف. لضمان استمرار الحواجز بتوفير الحماية اللازمة ضد التسربات والانسكابات، يجب تقييم الحواجز بشكل دوري لضمان استمرارها في توفير السلامة الكافية (على سبيل المثال، عدم التسرب).
غالبًا ما تحدد اللوائح الوطنية والمحلية وتيرة وطريقة تقييم سلامة الحاجز. في المملكة المتحدة، يجري عادة تقييم سلامة الحواجز سنويًا. وفي أيرلندا يجري التقييم كل ثلاث سنوات.
هناك طريقتان للتقييم وهما: الاختبار الهيدروستاتيكي والفحص البصري. وفي ظروف معينة، يمكن استخدام كلتا الطريقتين.

### الاختبارات الهيدروستاتيكية

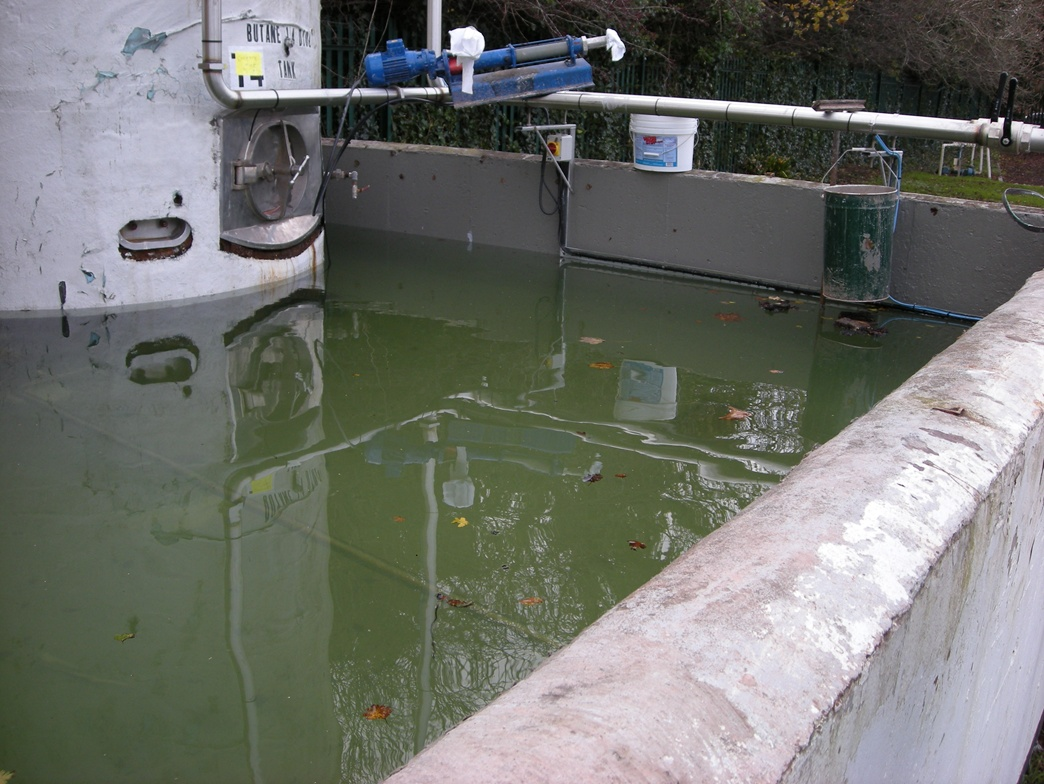
اختبار الحاجز هيدروستاتيكيًا

تضم المبادئ العامة للاختبارات الهيدروستاتيكية الخطوات التالية:
- ملء الحاجز بالماء إلى مستوى يتوافق مع السعة التصميمية للحاجز.
- السماح بفترة لامتصاص الماء في جدران الحاجز.
- الاختبار نفسه.
- تقييم نتيجة الاختبار.
- التخلص من مياه الاختبار.

### الفحص البصري
يتطلب الفحص البصري أن يقوم شخص مختص بفحص الحاجز لتحديد ما إذا كان في حالة مناسبة للاحتفاظ بمحتويات الاحتواء الأولية في حالة الانسكاب. يشمل الفحص فحصًا بصريًا للجدران الداخلية والخارجية وقاعدة الحاجز. يجري فحص الوصلات في الجدران والقاعدة وأيضًا أماكن اختراق الأنابيب لجدران الحاجز. وتُدون أي عيوب يُحتمل أن تتسبب في حدوث تسرب.
يُعرّضف الشخص المختص بالفحص والتصريح بأنه مهندس معتمد لديه خبرة مناسبة.
إذا كان هناك شك فيما يتعلق بالسلامة، يمكن استكمال الفحص البصري باختبار هيدروستاتيكي منخفض المستوى.

### الحواجز الجديدة

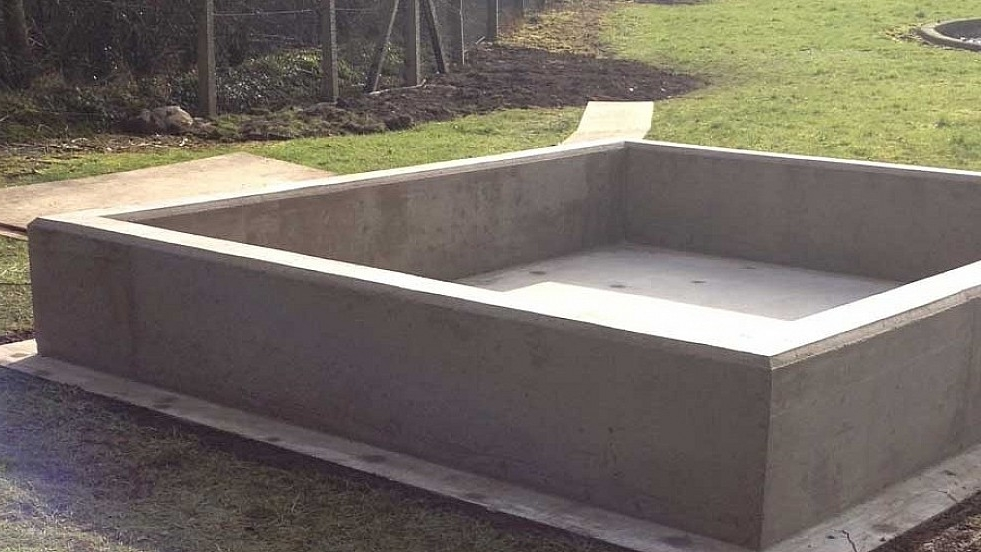
حاجز خرساني جاهز لاختبار السلامة

يجب اختبار جميع الحواجز الجديدة قبل بدء العمل. عادة ما تُحدد طرق الاختبار في كود التصميم المستخدم. من المهم أن يُجرى هذا الاختبار قبل وضع الخزانات أو المضخات أو المعدات الأخرى في الحاجز.

### الحواجز الموجودة
تختلف إرشادات تقييم الحواجز الموجودة اختلافًا كبيرًا بين المملكة المتحدة وأيرلندا. ففي المملكة المتحدة، يُعد الفحص البصري للحواجز الموجودة هو طريقة التقييم المفضلة. ويرجع ذلك إلى مخاوف من إمكانية تآكل قاعدة الخزان. أما في أيرلندا فإن الاختبار الهيدروستاتيكي هو الطريقة المفضلة ما لم تكن هناك أسباب أمنية أو عملية تمنع إجراء الاختبار الهيدروستاتيكي
تشمل الأسباب المحتملة لكون الاختبار الهيدروستاتيكي غير آمن أو غير عملي
- استقرار الخزان. قد يطفو الخزان ويكون غير مستقرة.
- تآكل قاعدة الخزان.
- غمر المعدات الكهربائية داخل الحاجز.
- إزاحة الغازات القابلة للاشتعال أو السامة التي تراكمت في الحاجز.
- قد تتفاعل محتويات الخزان مع ماء الاختبار.
- استخدام كمية زائدة من الماء.

في بعض الحالات، قد يكون من الضروري اختبار الوصلات وأماكن اختراق الحاجز (مثل الأنابيب) للتأكد من عدم نفاذ الماء.

### حوادث فشل الحواجز
- فيضان البيرة في لندن
- كارثة دبس بوسطن
- حريق محطة تخزين النفط في هيرتفوردشاير 2005

## روابط خارجية
- أنظمة تخزين الزيت
- وكالة حماية البيئة
- إدارة البيئة والتراث بجنوب أستراليا